# María Ruanova
María Ruanova (ngày 3 tháng 7 năm 1912, San Juan, Argentina – ngày 5 tháng 6 năm 1976, Buenos Aires, Argentina) là một vũ công, biên đạo múa, giáo viên và bậc thầy ba lê người Argentina. Bà được biết đến với những màn trình diễn tại Teatro Colón và quốc tế. Bà được coi là vũ công ba lê trưởng thành đầu tiên ở Argentina đạt được danh tiếng quốc tế.

## Tiểu sử
Cha mẹ của Ruanova là Emilio Ruanova và Mercedes Maury, họ đã gặp nhau ở Barcelona. Cha mẹ bà có ba đứa con khác, Merceditas, Angelita và Matilde, với María là con út. Cha mẹ bà di cư đến Argentina và sống ở Merlo, Buenos Aires trước khi bà được sinh ra. Bà sinh ra ở tỉnh San Juan vào ngày 3 tháng 7 năm 1912. Cha mẹ bà đã quay trở lại Buenos Aires vào năm 1918, sau khi chuyển đến La Rioja vài năm trước đó. Ở Buenos Aires, Ruanova bị bệnh nặng với các vấn đề về phế quản. Các bác sĩ khuyên bà nên tập thể dục để cải thiện tình trạng và do đó bà đã học múa.
Ruanova, cùng với chị em bà Matilde và Angelita (Angeles), bắt đầu học múa dưới sự giám hộ của nữ diễn viên ballet Nga, María Oleneva trong một khóa học nhảy cổ điển miễn phí tại Teatro Colón (Colombus Theatre) vào năm 1924. Trong khi các chị gái của bà biểu diễn với Cuerpo de Baile vào năm 1925, Ruanova đã tham gia vở ba lê của Adolph Bolm, Siluetas. Bà và các chị gái đã được trao một vị trí tại Teatro Colón vào năm sau. Ruanova đầu tiên là một nghệ sĩ độc tấu và đến năm 1932, một nữ diễn viên ba lê tại Teatro Colón. Tại đây, họ được dạy thêm bởi các nghệ sĩ khiêu vũ như Bronislava Nijinska, Boris Romanoff, Elena Smirnova, Michel Fokine, Antonia Mercé và Serge Lifar. Ruanova đã giành được một vai trong vở ballet Pájaro de Fuego của Fokine với tư cách là nữ diễn viên ba lê.
Năm 1936, bà được mời biểu diễn với tư cách là nữ diễn viên ba lê chính trong vở Ballet Russe de Monte Carlo của René Blum. Thành công của Ruanova ở Pháp đã dẫn đến các buổi biểu diễn quốc tế khác ở London, Cape Town, Pretoria, Durban, Johannesburg, Glasgow, Manchester và Paris. Ruanova nhảy múa trong các vở El Amor Brujo, Cascanueces, Carnaval, El Espectro de la Rosa, Petrouschka, Anitra, Sílfides. Bà cũng đã tham gia vào các phim Don Juan và L'Épreuve d'amour.
Ruanova biểu diễn trong buổi hòa nhạc hàng đầu thế giới năm 1942 của Mozart, được biên đạo bởi George Balanchine, tại Teatro Colón. Bà được ba lê del Marqués de Cuevas thuê làm prima ballerina và Maestro vào năm 1957, và đi lưu diễn châu Âu với công ty này. Ruanova trở thành giám đốc ba lê tại SODRE của Uruguay từ năm 1964 đến 1967  và tại Teatro Colón từ năm 1968 đến năm 1972.

## Qua đời
Ruanova qua đời vào ngày 5 tháng 6 năm 1976 và hài cốt của bà được an táng tại Cementerio de la Chacarita ở Buenos Aires.